# ساکاری سلو
ساکاری سلو (انگلیسی: Sakari Salo؛ ۲۱ دسامبر ۱۹۱۹ – ۱۳ دسامبر ۲۰۱۱) تنیس‌باز اهل فنلاند بود.
وی در مسابقات کشوری و بین‌المللی در مجموع برندهٔ ۱ مدال برنز شده‌است.